# American Chopper
American Chopper è un reality trasmesso da Discovery Channel, prodotta dalla Pilgrim Films & Television. La serie è incentrata su Paul Teutul, Sr. (spesso chiamato Senior), e suo figlio Paul Teutul, Jr. (spesso chiamato Paulie o Junior), che costruiscono chopper personalizzati. Paul Sr. è il fondatore e proprietario della Orange County Choppers che ha sede a Newburgh, NY. Le divergenze tra padre e figlio su come affrontare la costruzione dei chopper con tempi di consegna sempre molto stretti, porta spesso a discussioni molto accese tra i due.
La serie è trasmessa in prima visione negli Stati Uniti da Discovery Channel da marzo 2003. A dicembre 2007 la serie è stata spostata sulla rete TLC, con una maratona di 18 ore consecutive di trasmissione. La sesta stagione in prima visione da aprile 2009 è stata cancellata dalla TLC a febbraio 2010. A luglio 2010 la TLC ha annunciato che i Teutul sarebbero ritornati in una nuova serie, American Chopper: Senior vs. Junior. Senior vs. Junior è stata lanciata su TLC ma è stata spostata su Discovery Channel a metà della prima stagione.

## Episodi
| Stagione         | Episodi | Prima TV USA    | Prima TV Italia |
| ---------------- | ------- | --------------- | --------------- |
| Prima stagione   | 15      | 31 marzo 2003   | -               |
| Seconda stagione | 23      | 14 gennaio 2004 | -               |
| Terza stagione   | 20      | 31 gennaio 2005 | -               |
| Quarta stagione  | 37      | 9 gennaio 2006  | -               |
| Quinta stagione  | 26      | 17 gennaio 2008 | -               |
| Sesta stagione   | 26      | 9 aprile 2009   | -               |

## Citazioni e riferimenti

### Parodie
Lo show comico di improvvisazione American Body Shop, andato in onda nel 2007 negli Stati Uniti su Comedy Central, è una parodia di American Chopper e altri programmi simili come Moster Garage e American Hot Rod.

## Altri media
Grazie alla popolarità raggiunta con le prime stagioni, American Chopper ha ispirato due videogiochi. Il primo American Chopper realizzato da Activision Value per le piattaforme PlayStation 2, PC e Xbox. Il secondo American Chopper 2: Full Throttle realizzato da Creat Studios per Nintendo GameCube, Playstation 2 e Xbox.